# José Manuel de Carvalho
José Manuel de Carvalho (Tourigo, 15 de Setembro de 1844 — Angra do Heroísmo, 24 de Abril de 1904) foi o 18.º bispo da Diocese de Macau (1897 a 1902) e o 31.º bispo da Diocese de Angra (1902 a 1904).

## Biografia
D. José Manuel de Carvalho nasceu no então lugar de Tourigo, hoje Freguesia mas, ao tempo, pertencente à Freguesia do Barreiro de Besteiros, Concelho de Tondela.
Concluiu o curso do Seminário em Viseu, cidade onde foi ordenado sacerdote a 21 de Setembro de 1867. Após a ordenação foi contratado como preceptor dos filhos de António Maria de Almeida de Azevedo da Cunha Pereira Coutinho de Vilhena de Vasconcelos e Meneses, 1.° Visconde de Reriz, 1.° Conde de Reriz e 1.º Marquês de Reriz, em São Pedro do Sul, acompanhando o seu percurso académico até à Universidade de Coimbra, onde se formou em Direito no ano de 1871. Terminado o curso, fixou-se em Viseu, sendo professor do Liceu e no Seminário daquela cidade.
Por iniciativa do conselheiro Jacinto Cândido da Silva, então Ministro da Marinha e Ultramar e antigo colega universitário, foi apresentado a 4 de Fevereiro de 1897 para o lugar de bispo de Macau. Foi confirmado para o lugar por breve do papa Leão XIII datado de 19 de Abril de 1897. Foi sagrado a 29 de Agosto daquele ano, embarcando seguidamente para Macau. Durante o seu bispado, ele dividiu Timor Português, naquela altura dependente da Diocese de Macau, em dois missões centrais ou vicariatos gerais (Lahane e Soibada), em 1900. Nesse mesmo ano, consagrou a diocese ao Sagrado Coração de Jesus. Apoiou as actividades religiosas, educacionais e assistenciais oferecidas à diocese pelas Filhas Canossianas da Caridade, que expandiram para Hainão em 1901. Abriu uma nova missão portuguesa em Heung-shan. Tanto Hainão como Heung-shan, que eram territórios chineses livres da ocupação portuguesa, estavam sob jurisdição eclesiástica da Diocese de Macau.
Regressou a Lisboa por motivos de saúde, onde chegou a 8 de Abril de 1901. Foi transferido para a Diocese de Angra a 9 de Junho de 1902, da qual tomou posse a 16 de Agosto daquele ano através do seu procurador, o vigário capitular José dos Reis Fisher. A posse foi-lhe conferida pelo presidente do cabido e tesoureiro-mor, João Paulino de Azevedo e Castro, então professor do Seminário Episcopal de Angra, mas já apresentado como seu sucessor como prelado da Diocese de Macau. Fez a sua entrada solene na Sé Catedral de Angra a 11 de Novembro de 1902, sendo recebido com as honras do estilo, as quais incluíram uma mensagem de boas-vindas proferida pelo visconde da Agualva, então vice-presidente da Câmara Municipal de Angra do Heroísmo.
Pouco depois da sua chegada aos Açores procedeu à cerimónia de sagração do seu sucessor em Macau, o bispo D. João Paulino de Azevedo e Castro, realizada a 27 de Dezembro de 1902 na Igreja de Nossa Senhora da Guia do Convento de São Francisco de Angra.
No governo da diocese realizou visitas pastorais e fez recomendações sobre a catequese e serviços paroquiais, insistindo na necessidade de manter um adequado registo paroquial, preocupação que já vinha do tempo do seu antecessor D. João Maria Pereira de Amaral e Pimentel. A 10 de Agosto de 1903 aprovou um novo regulamento para o Seminário Episcopal de Angra, estabelecendo nos dormitórios o sistema de cubículos de lona, separando os alunos nas camaratas, e incluindo no currículo obrigatório as aulas de música e canto gregoriano.
Por provisão de 28 de Fevereiro de 1904 mandou celebrar condignamento o 50.º aniversário da proclamação do Dogma da Imaculada Conceição de Maria, sendo o correspondente Ano Jubilar assinalado por cerimónia realizada a 8 de Dezembro daquele ano.
Faleceu repentinamente na noite de 24 de Abril de 1904, sendo o seu funeral realizado com grande solenidade, acompanhado por uma força militar, que deu as descargas do estilo ao baixar do corpo à sepultura, ao mesmo tempo que salvava a artilharia do Castelo de São João Baptista do Monte Brasil.